# James M. Hanley

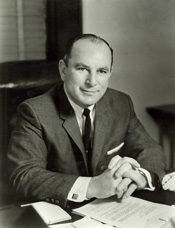
James M. Hanley

James Michael Hanley (* 19. Juli 1920 in Syracuse, New York; † 16. Oktober 2003 in Geddes, New York) war ein US-amerikanischer Politiker. Zwischen 1965 und 1981 vertrat er den Bundesstaat New York im US-Repräsentantenhaus.

## Werdegang
James Hanley besuchte die öffentlichen Schulen seiner Heimat. Im Jahr 1938 absolvierte er die St. Lucy’s Academy. Während des Zweiten Weltkrieges diente er zwischen 1942 und 1946 in der US Army. Danach betätigte er sich als privater Geschäftsmann. Gleichzeitig schlug er als Mitglied der Demokratischen Partei eine politische Laufbahn ein.
Bei den Kongresswahlen des Jahres 1964 wurde Hanley im 34. Wahlbezirk von New York in das US-Repräsentantenhaus in Washington, D.C. gewählt, wo er am 3. Januar 1965 die Nachfolge von R. Walter Riehlman antrat. Nach sieben Wiederwahlen konnte er bis zum 3. Januar 1981 acht Legislaturperioden im Kongress absolvieren. Von 1971 bis 1973 vertrat er den 35. und danach bis 1981 den 32. Distrikt seines Staates. Zwischen 1979 und 1981 war er Vorsitzender des Committee on Post Office and Civil Service. In seine Zeit im Kongress fielen unter anderem der Vietnamkrieg, die Bürgerrechtsbewegung und im Jahr 1974 die Watergate-Affäre.
1980 verzichtete James Hanley auf eine weitere Kongresskandidatur. Er starb am 16. Oktober 2003 in Geddes.